# サンチョ・ガルシア (カスティーリャ伯)
サンチョ・ガルシア（スペイン語：Sancho García, 965/7年 - 1017年2月5日）は、カスティーリャ伯およびアラバ伯（在位：995年 - 1017年）。特権伯（el de los Buenos Fueros）と呼ばれた。

## 生涯
サンチョ・ガルシアはカスティーリャ伯ガルシア・フェルナンデスとリバゴルサ伯ラモン2世の娘アバの息子である。サンチョはコルドバの支配者アルマンソールの支援を受け、父に対し反乱を起こした。この結果、父とサンチョの間で伯領が分割され、伯領は5年後に父が死去するまで再統合されなかった。サンチョはガルシア・ゴメスおよび共通の従兄弟であるパンプローナ王ガルシア・サンチェス2世とともに、アルマンソールに反抗することでレコンキスタを再開した。サンチョは1000年7月のセルベラの戦いにおいて連合軍を率い敗北したが、9月初旬に伯領へのコルドバ軍の侵攻を撃退した。アルマンソールは 1002年に死去し、コルドバのカリフは危機に瀕した。サンチョはその後15年間伯領を支配した。1010年、サンチョはリバゴルサ伯領に介入してイスラム教徒の支配に終止符を打ち、叔母のトダ女伯は退位し、トダの兄弟の前伯爵イサルンの庶子でカスティーリャで教育を受けたギリェルモ・イサルンと、サンチョの姉マヨールの夫パリャース・ジュサ伯ラモン3世との間で伯領は分割された。1017年にサンチョは死去し、息子ガルシアが跡を継いだ。
サンチョはさまざまな都市に特権や特許状を与えたことから、「特権伯」または「特許状伯」（El de los Fueros）と呼ばれた。1011年にサンチョはサン・サルバドール・デ・オーニャ修道院を創建し、同修道院に埋葬された。

## 結婚と子女
サンチョはウラカと結婚したが、ウラカの出自については同時代の記録で確認できない。しかし、バヌ・ゴメス家の始祖の名前を娘に与えたことに基づいて、ウラカは反乱軍のガルシア・ゴメスの妹であり、サルダーニャ伯ゴメス・ディアスとサンチョの叔母ムニアドナ・フェルナンデスの娘であると特定されている。2人の間には以下の子女が生まれた。
- ムニアドナ（995年頃 - 1066年）[4] - 長女。ナバラ王サンチョ3世ガルセスと結婚し、後にカスティーリャ伯領はムニアドナの息子に継承された。
- フェルナンド[6] - 999年3月2日以前に死去
- ティグリディア（998年頃生） - 1011年にサンチョが娘のために創建したサン・サルバドール・デ・オーニャ修道院の女子修道院長となった[6]。
- サンチャ - 1016年にサラゴサでバルセロナ伯バランゲー・ラモン1世と婚約し、1021年までに結婚した[6]。
- ガルシア（1009年 - 1029年） - カスティーリャ伯[6]

また、以下も2人の娘である可能性がある。
- ウラカ - 1008年以前にガスコーニュ公サンシュ6世・ギヨームと結婚し、男子なく1041年7月12日にボルドーで死去した[7][8]。